# Arceuthobium sichuanense
Arceuthobium sichuanense är en sandelträdsväxtart som först beskrevs av Hua Shing Kiu, och fick sitt nu gällande namn av Hawksw. & Wiens. Arceuthobium sichuanense ingår i släktet Arceuthobium och familjen sandelträdsväxter. Inga underarter finns listade i Catalogue of Life.